# Astra Kid
Astra Kid ist eine 1996 von André Raschke, Stefan Götzer und Daniel Hoffmeister in Datteln gegründete Rockgruppe.

## Geschichte
Als eine von wenigen deutschsprachigen Rockbands aus dem Ruhrgebiet gelang es den Musikern, einen Plattenvertrag mit einem Major-Label zu unterzeichnen und sich einen bundesweiten Bekanntheitsgrad zu erspielen. Musikalisch unterschieden sie sich zu Anfang (Album Planet der Affen) von anderen Vertretern der Neuen Neuen Deutschen Welle, da die Musik und die Texte einen melancholischen bis depressiven Grundton hatten und die, teilweise amerikanisch beeinflussten, Rockmusikelemente (gegenüber den Popmusikelementen der meisten Vertreter der NNDW) im Vordergrund standen. Beginnend mit dem Album Müde, Ratlos, Ungekämmt und abschließend mit dem Album Stereo bekamen sowohl der Sound als auch die Texte einen positiveren Einschlag.
Ende 2005 verkündete die Band ihre Auflösung. Sänger und Gitarrist Stefan "Pele" Götzer ist seit 2006 Bassist der Kölner Band Klee und gründete außerdem 2010 die Band Pele Caster. Christian Götzer war ab Ende 2006 Schlagzeuger der Band Samba aus Münster, verließ die Band jedoch im Jahr 2009 wieder aufgrund privater Verpflichtungen und spielt nun bei der Band Fettpfanne.

## Diskografie

### Alben
- Planet der Affen (2000)
- Müde, ratlos, ungekämmt (2003)
- Stereo (2005)

### EPs
- Ob Star, obskur oder unbekannt (2000)

### Singles
- Planet der Affen (2000)
- Heute ist ein schlimmer Tag (2001)
- Schwarzfahren (2003)
- Für etwas mehr als dich (2003)
- Unsinkbar (2005, nur für Radiopromo)
- Außer Kontrolle (2005, nur für Radiopromo)